# The Happening (canción)
The Happening es una canción de 1967 grabada por las artistas de la Motown The Supremes. Sirvió como tema principal de la película de 1967 Columbia Pictures The Happening, y fue lanzado como sencillo por Motown en el momento del estreno de la película. Si bien la película fracasó, la canción alcanzó el puesto número 1 en la lista de sencillos pop Billboard Hot 100 en mayo, convirtiéndose en el décimo sencillo número 1 de The Supremes en Estados Unidos. También se situó entre los 10 primeros en la UK Singles Chart en el número 6, y en el top 5 en la Australian Pop Chart y en la Dutch Pop Chart.

## Historia
Producida por Brian Holland y Lamont Dozier, y escrita por Holland-Dozier-Holland y Frank De Vol (director musical de The Happening), fue el último sencillo publicado por The Supremes con ese nombre. Entre el lanzamiento de "The Happening" y el siguiente sencillo de Supremes, "Reflections", la denominación del grupo cambió a Diana Ross & the Supremes, y Florence Ballard fue reemplazada por Cindy Birdsong.
Se considera que la pista instrumental fue grabada en Los Ángeles utilizando miembros de The Wrecking Crew, en particular el baterista Hal Blaine. Todo o parte del sencillo final lanzado fue grabado en Detroit. Sin embargo, Chris Jisi, escribiendo en 2009, señala que la pista fue cortada en Los Ángeles pero fue enviada de regreso para volver a grabar la línea de bajo con el habitual de Motown James Jamerson.

## Listas
| País                                   | Posición |
| -------------------------------------- | -------- |
| Australia                              | 3        |
| Bélgica (Valonia) (Ultratop 50)        | 46       |
| Canadá                                 | 2        |
| Países Bajos (Billboard)               | 6        |
| Irlanda (IRMA)                         | 10       |
| Malaysia (Billboard)                   | 7        |
| Países Bajos (Dutch Top 40)            | 5        |
| Países Bajos (Mega Single Top 100)     | 5        |
| Switzerland (Billboard)                | 9        |
| Reino Unido (Official Charts Company)  | 6        |
| Estados Unidos (Billboard Hot 100)     | 1        |
| Estados Unidos (Hot R&B/Hip-Hop Songs) | 12       |

## Versiones
El tema fue versionado por Herb Alpert en 1967, alcanzando el número 32 en el Billboard estadounidense.

### ¡Menuda fiesta!
La canción se popularizó en España a principios de la década de 1990 gracias a la versión en castellano de la banda Greta y Los Garbo, con un ritmo más rápido que el original, y una letra en la que se describe cómo una fiesta de disfraces entre amigos se ve abruptamente interrumpida por una redada policial, terminando todos los asistentes en prisión.
La adaptación se debe al letrista Ciro Cruz.